# Lil'B
Lil'B（リル・ビー）は、女性2人組による日本の音楽ユニット。レーベルはDefstar Records。

## 概要
2007年に結成。もともとは女性2人組による音楽ユニットだったが、ラップ担当のAILAの脱退にともない、2011年よりボーカル・MIEのソロプロジェクトとなった。
ユニット名の由来はLittleの略語・LILと「裏切り」を意味するBetrayを組みあわせたもの。転じて『小さな裏切り＝イタズラを放って、世の中にサプライズを!』の意味もこめられている。

## 略歴
MIEとAILAの二人が東京と広島でそれぞれ音楽活動を続ける中で、プロデューサーを介して出会い、2007年に結成。2008年6月にシングル「オレンジ」でデビュー。
【キミうた3部作】として連続リリースした“キミ”をキーワードに制作した3つのラブソング「キミに歌ったラブソング」「願いごと一つキミへ」「キミが好きで」が、いずれも着うたランキングで初登場1位を獲得し、累計で300万ダウンロードを突破するヒットを記録。“泣きラブソング”として女子中高生を中心に圧倒的な支持を集める。2011年6月、ラップ担当のAILAがアメリカ・ニューヨークへの語学留学を理由に脱退することを表明。以後、ボーカルのMIEによるソロプロジェクトとなる。

## メンバー

### 現メンバー
- MIE（ミエ）本名

ボーカル担当。千葉県出身。
2016年7月に一般男性と入籍し第1子を妊娠。

### 旧メンバー
- AILA（アイラ）

ラップ担当。広島県出身。2011年6月、留学により脱退。

### その他
HiROMi（専属バックDJ）

## ディスコグラフィー

### シングル
| 枚  | 発売日         | タイトル                     |
| --- | -------------- | ---------------------------- |
| 1st | 2008年6月18日  | オレンジ                     |
| 2nd | 2008年9月17日  | キミに歌ったラブソング       |
| 3rd | 2008年11月26日 | 願いごと一つキミへ／JET★GIRL |
| 4th | 2009年1月28日  | キミが好きで                 |
| 5th | 2009年8月19日  | 時間を止めて…                |
| 6th | 2009年11月11日 | つないだ手                   |
| 7th | 2010年3月3日   | Memory                       |
| 8th | 2010年7月28日  | 瞳閉じても                   |
| 9th | 2011年1月19日  | 大好きだよ/スピードをあげて  |

### アルバム
| 枚  | 発売日        | タイトル            |
| --- | ------------- | ------------------- |
| 1st | 2009年2月11日 | 今、キミへ…         |
| 2nd | 2009年12月9日 | One                 |
| 3rd | 2011年9月14日 | Everybody Say Peace |
| 4th | 2013年3月13日 | ナミダラブレター    |

### ベストアルバム
| 枚  | 発売日        | タイトル   |
| --- | ------------- | ---------- |
| 1st | 2011年2月23日 | Lil'P☆Best |